# Ревере
Ревере (итал. Revere) је насеље у Италији у округу Мантова, региону Ломбардија.
Према процени из 2011. у насељу је живело 2142 становника. Насеље се налази на надморској висини од 14 м.

## Становништво
Према резултатима пописа становништва 2011. у општини је живело 2.545 становника.
| 1931. | 1936. | 1951. | 1961. | 1971. | 1981. | 1991. | 2001. | 2011. |
| ----- | ----- | ----- | ----- | ----- | ----- | ----- | ----- | ----- |
| 4.030 | 3.926 | 3.833 | 3.624 | 3.109 | 2.889 | 2.678 | 2.485 | 2.545 |